# Lanzhou
Lanzhou (兰州 ou 蘭州 ; hanyu pinyin : Lánzhōu ; Wade-Giles : Lanchow ; EFEO : Lan-Tcheou) est la capitale de la province du Gansu en Chine.

## Histoire
La fondation de la ville date de la dynastie Han, il y a plus de deux mille ans. La ville était surnommée la Ville d'or à l'époque où elle se trouvait sur la Route de la soie. Afin de protéger Lanzhou, la Grande Muraille de Chine fut prolongée jusqu'à Yumen.
Après la chute de la dynastie Han, Lanzhou devint la capitale d'une succession d'États tribaux. Carrefour de cultures, ce qui est aujourd'hui la province du Gansu fut du Ve siècle au XIe siècle un centre important du bouddhisme.
Le nom actuel de la ville remonte à 1656, pendant la dynastie Qing.

## Faits géographiques

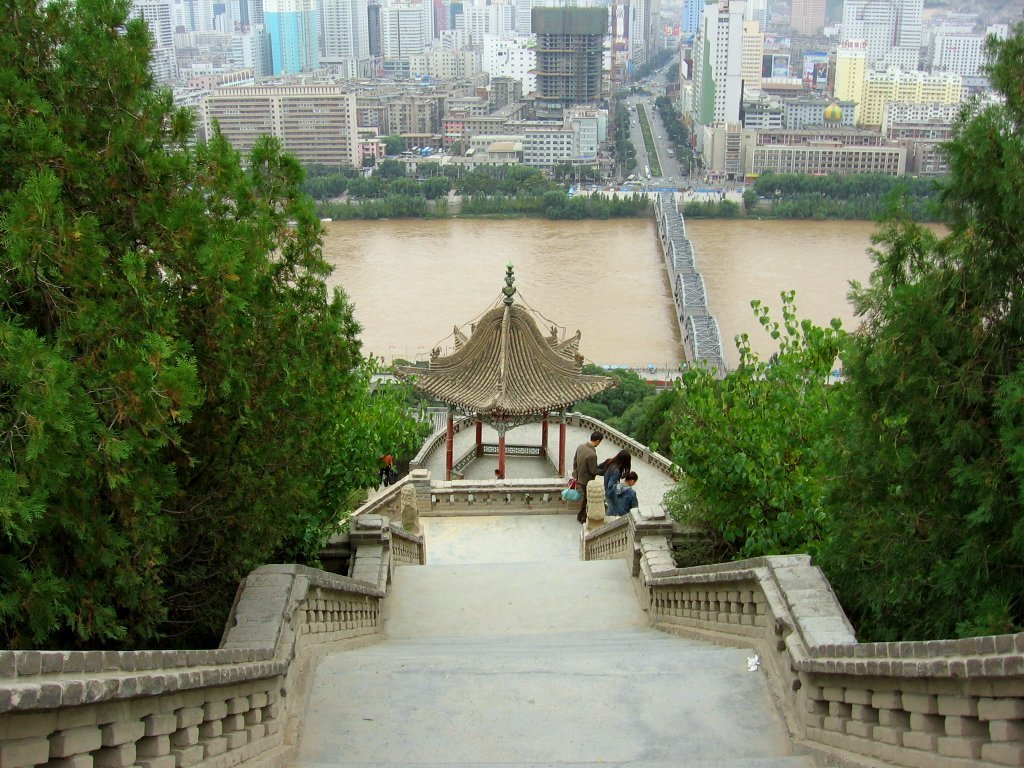
Lanzhou et le Fleuve jaune vus de la colline de la pagode blanche

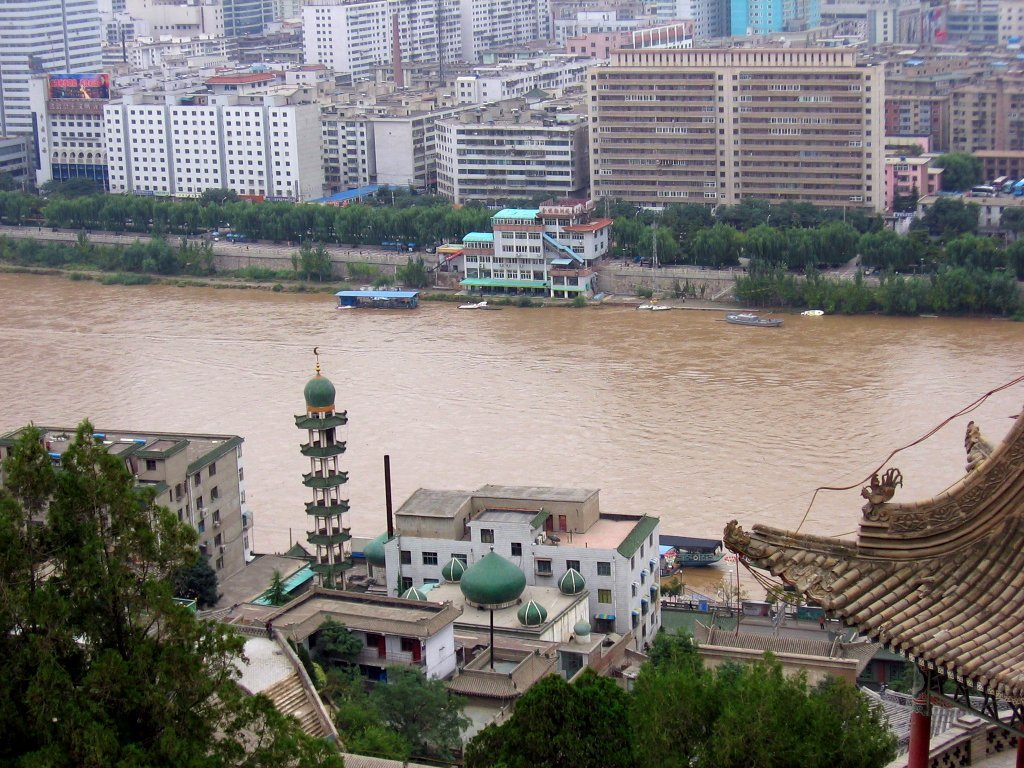
Vue du fleuve Jaune à Lanzhou

- Superficie : 14 620 km2. Cependant la superficie de la ville elle-même peut être estimée à 300 km2 environ.
- Altitude : 1 600 m.
- Centre géographique de la Chine.
- Étirée sur un peu plus de 30 km le long du fleuve Jaune.
  - Monts Qilian, mont Pingliang et le mont Kongtong (la plus célèbre montagne de la mythologie taoïste)
- Fleuves :
  - Le fleuve Jaune traverse la ville d'ouest en est. Depuis 2 500 ans, le cours d'eau a débordé et changé de route plus de 1 500 fois, ce qui lui a valu la dénomination de « douleur de la Chine ».

## Climat et pollution

### Climat
Lanzhou bénéficie d'un climat continental steppique froid, noté BSk selon la classification de Koppen. Les hivers sont froids avec une température moyenne de −6,1 °C en janvier et les étés sont chauds avec une température moyenne de 22,1 °C en juillet. L'hiver est très sec tandis que l'été est assez pluvieux, le mois d'août étant le plus arrosé avec 75,9 mm de précipitations.
| Mois                                | jan.  | fév. | mars | avril | mai  | juin | jui. | août | sep. | oct. | nov. | déc. | année |
| ----------------------------------- | ----- | ---- | ---- | ----- | ---- | ---- | ---- | ---- | ---- | ---- | ---- | ---- | ----- |
| Température minimale moyenne (°C)   | −11,3 | −7,2 | −0,4 | 5,5   | 10,4 | 13,6 | 16,2 | 15,4 | 10,9 | 4,7  | −2,6 | −9,4 | 3,8   |
| Température moyenne (°C)            | −6,1  | −2   | 5    | 11,7  | 16,8 | 20,1 | 22,1 | 21   | 15,7 | 9,7  | 1,9  | −4,8 | 9,3   |
| Température maximale moyenne (°C)   | 1,5   | 5,4  | 12,1 | 19,2  | 23,9 | 27,1 | 29   | 27,9 | 22   | 16,6 | 8,9  | 2,3  | 16,3  |
| Précipitations (mm)                 | 1,1   | 2,4  | 8,9  | 19,1  | 38,2 | 36,8 | 57,4 | 75,9 | 46,3 | 24,4 | 4,5  | 1,1  | 316,1 |
| Nombre de jours avec précipitations | 0,5   | 0,9  | 2,3  | 3,6   | 5    | 5,8  | 8,3  | 7,7  | 7,3  | 4,2  | 1    | 0,4  | 47    |

### Pollution de l'air
(janvier 2018).
Si vous disposez d'ouvrages ou d'articles de référence ou si vous connaissez des sites web de qualité traitant du thème abordé ici, merci de compléter l'article en donnant les références utiles à sa vérifiabilité et en les liant à la section « Notes et références ».
Lanzhou fut longtemps considérée comme la ville la plus polluée de Chine. La qualité de l'air est si mauvaise qu'il est la plupart du temps impossible de voir le Lan Shan, l'imposante montagne qui domine de près de mille mètres la ville. Parce que la ville est située dans une cuvette et que de nombreuses usines, notamment de raffinage pétrolier, rejettent leur nuages toxiques dans l'atmosphère, l'air ne circule pas et constitue un poison dangereux, particulièrement au printemps. L'ambassade des États-Unis en Chine déconseille officiellement à ses citoyens de visiter Lanzhou en cette saison, car de grands nuages de poussière venus du nord emplissent l'atmosphère et la rendent délétère.
Après les actions de lutte contre la pollution depuis 2012, la pollution de l'air a évolué favorablement. Lanzhou a quitté la liste des dix villes les plus polluées, elle est la ville où l'amélioration de situation de pollution est la plus rapide selon le rapport du gouvernement[réf. nécessaire].

## Démographie
Les principaux groupes ethniques sont les Han, les Hui, les Tibétains, les Bonan, les Dongxiang, les Ouighours, et les Salar.
La population de la préfecture était estimée à 3 140 000 habitants en 2004, et celle de la ville de Lanzhou à 1 444 377 habitants en 2007.

## Économie
En 1905, Paul Splingaerd, un mandarin chinois de haut rang de la fin de la dynastie Qing, d’origine belge, développe à une vitesse élevée l'économie du Gansu et principalement à Lanzhou. Il devient conseiller du vice-roi Sheng Yun et du taotaï Peng. Avec eux il échafaude une série de projets en mettant en avant les possibilités offertes par la Belgique pour le développement du Gansu. Le gouvernement provincial l’envoie alors en Belgique (fin 1905) pour recruter les techniciens et ingénieurs capables de rechercher les minéraux, diriger des usines, etc. Une statue a été érigée en 2008 à Jiuquan (Gansu) en l’honneur de Paul Splingaerd (Lin Fuchen 林 脯臣 ), au titre de bienfaiteur historique de la ville. Il est considéré comme un des 100 héros nationaux que compte la Chine actuellement[réf. nécessaire].
L'essor économique actuel de la ville remonte à la décision prise en 1953 par le comité central du parti communiste chinois d'en faire le premier centre industriel du nord-ouest de la Chine. La ville vit alors s'installer des activités industrielles variées, comme la pétrochimie, la transformation des métaux non ferreux, la fabrication de machines, l'industrie de la laine, du cuir et des matières plastiques, ainsi que des universités. Depuis les années 1960, Lanzhou abrite une usine d'enrichissement de l'uranium, d'abord utilisée uniquement pour les applications militaires, puis par la suite pour l'approvisionnement en combustible des centrales nucléaires civiles.
En 2003, le PIB par habitant de la ville était de 15 051 yuan (RMB) (1 820 dollars US), plaçant Lanzhou au cent trente-quatrième rang des 659 plus grandes villes chinoises.
Lanzhou est jumelée avec Albuquerque, dans l'État du Nouveau-Mexique, aux États-Unis.

### Ressources naturelles
- Minéraux: charbon, or, argent, zinc, nickel, manganèse, argile et dolomite
- hydro-électricité

### Industrie
Le Gansu possède l'une des plus grandes raffineries de pétrole du pays, et constitue le centre de l'industrie atomique de Chine.
- textile, caoutchouc, engrais, raffineries de pétrole, pétrochimie, machineries, et métallurgie.

En 2012, Lanzhou se lance dans un projet de zone industrielle nommée Xin-Lanzhou, ville champignon de 25 km² avec élargissement possible à 140 km². Le groupe « China Pacific Construction Group » y investi 3,5 milliards de dollars.

### Agriculture
- blé, légumes, haricots, huile, melon, pêches, et tabac
- roses et lys

## Transports
Lanzhou est un carrefour ferroviaire et autoroutier, et possède un aéroport, qui le relie, notamment, au Xinjiang.

### Aéroport
L'aéroport de Lanzhou Zhongchuan (code AITA : LHW ; code OACI : ZLLL, 兰州中川机场, Lánzhōu Zhōngchuān jīchǎng) est situé à 70 km au Nord du centre-ville de Lanzhou, à côté du village de Zhongchuan (中川镇)，sur le xian de Yongdeng (永登县). Il relie Lanzhou à plus de vingt villes chinoises, dont Hong Kong et Taipei.

### Chemins de fer
Le centre urbain de la ville comprend plusieurs gares, dont la gare de Lanzhou, gare centrale, ouverte en 1952 et rénovée en 2002, la gare de Lanzhou-Ouest, gare LGV, gare de Lanzhou Xinqu (zh)
La LGV Lanzhou - Ürümqi et la LGV Xuzhou - Lanzhou ont toutes deux la gare de Lanzhou-Ouest comme terminus.
Lanzhou se trouve sur les principales voies ferrées reliant le Xinjiang et le plateau du Tibet au reste du pays. Des lignes relient Lanzhou à Pékin, Shanghai, Ürümqi, et Baotou, Lhassa.
Les lignes Pékin - Lhassa, Chengdu - Lhassa, Guangzhou - Lhassa font une halte à Lanzhou.
Depuis août 2012, des travaux ont commencé pour les lignes du Métro de Lanzhou. Dans un premier temps, les 6 lignes prévues devrait faire une longueur de 207 km. Les 2 premières lignes devraient être achevées en 2020. En 2016, un tunnel sous le Huanghe est en place pour ce métro, c'est le premier tunnel passant sous ce fleuve.

### Voies routière
- Autoroutes : Vers le plateau du Tibet au Sud et via la province du Qinghai à l'Ouest.

### Métro
Le Métro de Lanzhou doit ouvrir fin 2018, et compter a terme 5 lignes.

## Urbanisme

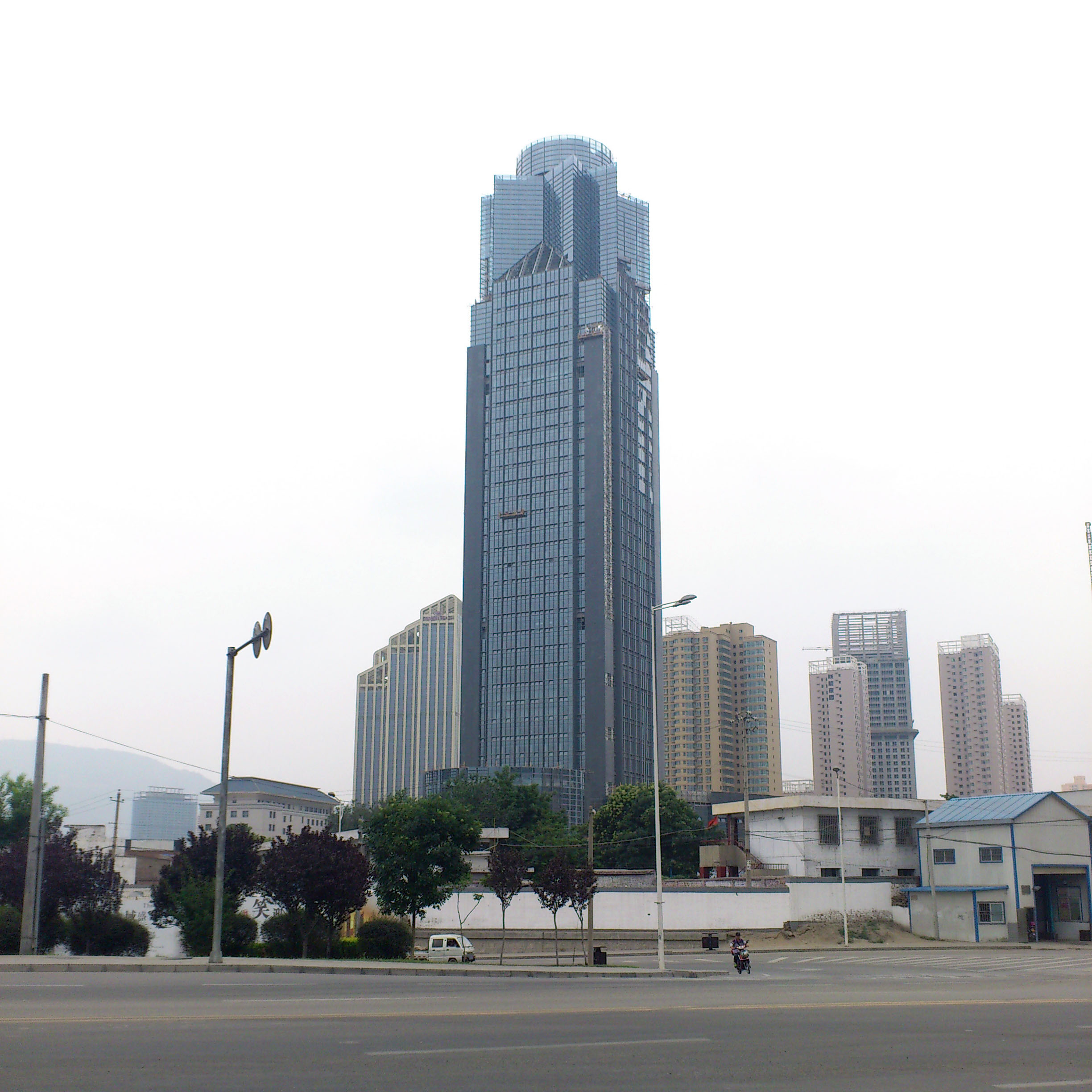
Dispatching Communication Building of Gansu Electric Power Company

Lanzhou comporte plusieurs dizaines de gratte-ciel. Le plus haut d'entre eux est le Honglou Times Square haut de 313 mètres, achevé en 2018.

## Sites touristiques
- Temple Bingling, Yongjing, à 70 km au sud-ouest
- Mont Wuquan
- Mont Baita
- Mont Xinglong
- Mont Lanshan
- Ancien Gouvernement de Lutusi

## Culture
- Opéra chinois : Qinqiang

## Universités
- Université de Lanzhou (兰州大学), fondée en 1909
- Université normale du Nord-Ouest (西北师范大学), fondée en 1902
- Université de technologie de Lanzhou (兰州理工大学), fondée en 1919
- Université Jiaotong de Lanzhou (兰州交通大学), fondée en 1958
- Université agricole du Gansu (甘肃农业大学), fondée en 1958
- Faculté de médecine de Lanzhou (兰州医学院)
- Faculté de médecine traditionnelle chinoise du Gansu (甘肃中医学院)
- Faculté de commerce de Lanzhou (兰州商学院)
- Institut de sciences politiques et juridiques du Gansu (甘肃政法学院)

## Subdivisions administratives
La ville-préfecture de Lanzhou exerce sa juridiction sur huit subdivisions - cinq districts et trois xian :
- le district de Chengguan - 城关区 Chéngguān Qū ;
- le district de Qilihe - 七里河区 Qīlǐhé Qū ;
- le district de Xigu - 西固区 Xīgù Qū ;
- le district d'Anning - 安宁区 Ānníng Qū ;
- le district de Honggu - 红古区 Hónggǔ Qū ;
- le xian de Yongdeng - 永登县 Yǒngdēng Xiàn ;
- le xian de Gaolan - 皋兰县 Gāolán Xiàn ;
- le xian de Yuzhong - 榆中县 Yúzhōng Xiàn.

Le nouveau district de Lanzhou - 兰州新区 Lanzhou Xin Qu， c'est le cinquième zone de développement au niveau national en création 2012 après Pudong à Shanghai, Binghai à Tianjin, Liangjiang à Chongqing et l'île de Zhoushan[réf. nécessaire].

## Jumelages
- Albuquerque (États-Unis)
- Akita (Japon) depuis 1982
- Umeå (Suède)